# 魏长生
魏长生（1744年—1802年），字婉卿，四川金堂县人。因排行第三，故人称魏三，清乾隆时秦腔旦角演员。

## 生平
幼时家贫，13岁来西安学戏，曾几度赴京师（北京）演出，尤其是乾隆四十四年（1779年）在京演出滚楼一剧，引起轰动。“一时观者而六大班既无人过问，或至散去。”（清吴太初《燕蘭小譜》评语）后又去苏州、扬州演出。1802年在京演完《背娃进府》后死于后台。
据传，秦腔旦角化妆“贴片”即由他始创。魏长生常演剧目有两类：一类为花旦、彩旦、武旦戏，如：《滚楼》之苗赛花、《倪俊烤火》之尹碧莲、《卖艺》之村妇、《卖胭脂》之王桂英，《富春楼》之陈三两等。另一类为青衣戏，如《背娃进府》中的表大嫂等。魏长生是中国戏曲史上的秦腔艺术大师，由魏长生演出而引发的北京剧坛“花雅之争”，实质上正是以秦腔为代表的地方剧种与昆曲的较量。